# Paul Sacher
Pour les articles homonymes, voir Sacher.
Paul Sacher, né le 28 avril 1906 à Bâle et mort le 26 mai 1999 dans cette même ville, est un chef d'orchestre et un industriel suisse, connu pour être un grand mécène de la musique classique contemporaine.
Ayant épousé Maja Hoffmann-Stehlin, veuve d'Emanuel Hoffmann, fils de Fritz Hoffmann-La Roche (fondateur de la société pharmaceutique Hoffmann-La Roche), Paul Sacher est devenu l’un des grands actionnaires de la firme et a dirigé l'entreprise pendant 60 ans. En 1996, il était considéré comme le 3e homme le plus riche du monde.
À vingt ans, il forme son propre orchestre de chambre amateur. Huit ans plus tard, en 1934, il épouse Maja Stehlin, héritière de la majorité des actions du groupe Roche. En 1941, Sacher fonde le Collegium Musicum à Zurich. 
Il dirige ensuite plusieurs centaines de concerts. Il est commanditaire de près de trois cents œuvres de musique contemporaine classique dont le Divertimento de Béla Bartók, la Deuxième Symphonie et la Quatrième Symphonie d'Arthur Honegger, le Double concerto pour cordes, piano et timbales de Bohuslav Martinů, la Petite symphonie concertante de Frank Martin ainsi que le Concerto en ré de d'Igor Stravinsky. En 1986, il crée la Fondation Paul Sacher et devient une personnalité musicale importante en Suisse.
Parallèlement à ses activités musicales, il a aussi joué un rôle important dans la vie économique du pays dont il fut un des plus puissants acteurs. À sa mort, il détenait la plus grande fortune de Suisse et d'Europe.
Il appréciait aussi beaucoup l'art et côtoyait quelques artistes célèbres comme Jean Tinguely, rencontré par l'intermédiaire de sa femme.

## Le nom de Sacher
Mstislav Rostropovitch commanda en 1976 un cycle de douze œuvres pour violoncelle à douze compositeurs différents ayant pour thème le « nom » de S-A-C-H-E-R, mi{\displaystyle \flat } - la - do - si - mi - ré (selon le principe de la désignation anglo-saxonne des notes de musique en lettres), en hommage à Paul Sacher.

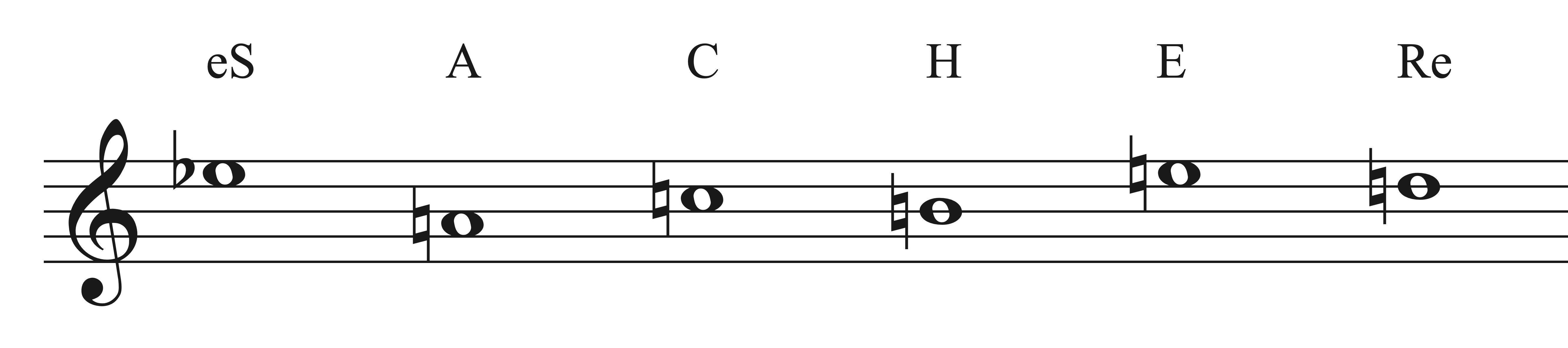
Motif musical « SACHER ».

| Compositeur        | Œuvre                                                                           |
| ------------------ | ------------------------------------------------------------------------------- |
| Alberto Ginastera  | Puneña no 2, op. 45                                                             |
| Wolfgang Fortner   | Zum Spielen für den 70. Geburtstag : Thema und Variationen für Violoncello Solo |
| Hans Werner Henze  | Capriccio                                                                       |
| Conrad Beck        | Für Paul Sacher : Drei Epigramme für Violoncello solo                           |
| Henri Dutilleux    | Trois Strophes sur le nom de Sacher, pour violoncelle seul                      |
| Witold Lutosławski | Sacher-Variationen                                                              |
| Luciano Berio      | Les Mots sont allés                                                             |
| Cristóbal Halffter | Variationen über das Thema eSACHERe                                             |
| Benjamin Britten   | Tema « Sacher »                                                                 |
| Klaus Huber        | Transpositio ad infinitum, für ein virtuoses Solocello                          |
| Heinz Holliger     | Chaconne, für Violoncello Solo                                                  |
| Pierre Boulez      | Messagesquisse, pour 7 violoncelles                                             |

## Film portant sur Paul Sacher
- Paul Sacher, portrait du mécène en musicien (2001), film documentaire de Edna Politi.